# Đại học Zagreb
Trường Đại học Zagreb (tiếng Croatia: Sveučilište u Zagrebu, tiếng Latin: Universitas Studiorum Zagrabiensis) là trường đại học lớn nhất Croatia, trường đại học hoạt động liên tục lâu đời nhất trong khu vực bao gồm Trung Âu về phía nam Vienna và tất cả Đông Nam Âu. Năm 2011, Đại học Zagreb được xếp hạng trong số 500 trong nhóm các trường đại học tốt nhất của thế giới trong Bảng xếp hạng Thượng Hải đối với các trường đại học trên thế giới.
Khởi đầu của ngày đại học sau ngày 23/9/1669 khi vua Leopold I Habsburg đã ban hành một nghị định cấp cơ sở của Học viện Dòng Tên của thành phố tự do Hoàng gia Zagreb. Theo tài liệu, nghiên cứu về triết học tại Zagreb có được một tình trạng pháp lý chính thức và không chính thức như Zagrabiensis Neoacademia và chính thức trở thành một tổ chức công cộng của giáo dục đại học.
Học viện được điều hành bởi dòng Tên trong hơn một thế kỷ cho đến khi hội đã bị giải thể do Đức Giáo hoàng Clement XIV vào năm 1773. Theo một lãnh đạo mới vào năm 1772, học viện tuyển sinh tổng cộng 200 sinh viên.
Vào năm 1776, Nữ hoàng Maria Theresa đã ban hành một nghị định thành lập Viện Hàn lâm Khoa học Hoàng gia (tiếng Latinh: Regia Scientiarum Academia). Viện bao gồm ba nghiên cứu khoa triết học, thần học, và pháp luật. Ngành nghiên cứu chính trị-cameral trước đây đã trở thành một phần của các giảng viên mới được thành lập của pháp luật, và do đó được tích hợp vào học viện. Mỗi của các khoa của Học viện Khoa học Hoàng gia đã có một số ghế giảng dạy một hoặc một số các khóa học.
Học viện tọa lạc ở Zagreb cho đến năm 1874, mặc dù thay đổi rất nhiều tổ chức, tổ chức trọng tâm của giáo dục đại học ở Croatia, giáo dục, hầu hết các thành viên của giới trí thức Croatia.